# Mohtár Dzúíb
Mohtár Dzúíb (arabul: مختار ذويب); Szfaksz, 1952. március 23. –) tunéziai válogatott labdarúgó.

## Pályafutása

### Klubcsapatban
1972 és 1979 között a CS Sfaxien, 1978 és 1980 között a szaúdi en-Naszr, 1980 és 1982 között ismét a Sfaxien csapatában játszott.   

### A válogatottban
A tunéziai válogatott tagjaként. részt vett az 1978-as Afrikai nemzetek kupáján és az 1978-as világbajnokságon, ahol a Lengyelország és az NSZK elleni csoportmérkőzésen kezdőként lépett pályára, a Mexikó ellen 3–1-re megnyert találkozón pedig ő szerezte csapata harmadik gólját.